# Municipio de Tezonapa
El municipio de Tezonapa se encuentra ubicado en la zona centro del Estado de Veracruz en la región llamada de las Altas Montañas, es uno de los 212 municipios de la entidad. Su cabecera es la población de Tezonapa. Este municipio esta conurbado con el municipio de Cosolapa, Oaxaca.

## Geografía
El municipio se encuentra en el centro del estado y en la región denominada como de las Grandes Montañas. Tiene una extensión territorial de 524.104 kilómetros cuadrados que representan el 0.73% de la superficie de Veracruz.
Sus coordenadas geográficas extremas son 18°22′ - 18°45′ de latitud norte y 96°40′ - 96°55′ de longitud oeste y su altitud fluctúa entre 60 y 1500 metros sobre el nivel del mar.
Limita al oeste con el municipio de Zongolica y al norte con el municipio de Omealca, al oeste y sur limita con el estado de Oaxaca, específicamente con el municipio de Cosolapa, con el municipio de Acatlán de Pérez Figueroa y con el municipio de Santa María Chilchotla, y al sureste con el estado de Puebla, correspondiendo ahí al municipio de San Sebastián Tlacotepec.
La cabecera municipal, Tezonapa, se encuentra conurbada con la población de Cosolapa, Oaxaca; siendo divididas únicamente por una calle por la que discurre el límite estatal.

### Clima
Tezonapa tiene un clima principalmente templado y un poco húmedo, con abundantes lluvias en verano y principios de otoño y algunas más en invierno.

## Demografía
De acuerdo a los resultados del Censo de Población y Vivienda realizado en 2010 por el Instituto Nacional de Estadística y Geografía; la población total del municipio de Tezonapa es de 52 584 habitantes, de los cuales _ son hombres y _ son mujeres.
La densidad de población asciende a un total de 100.33 personas por kilómetro cuadrado.

### Localidades
El municipio incluye en su territorio un total de 149 localidades. Las principales, considerando su población del censo de 2010 son:
| Localidad                   | Población |
| Total Municipio             | 52 584    |
| Tezonapa                    | 5 376     |
| Motzorongo                  | 3 909     |
| Presidio (Plan de Libres)   | 2 443     |
| Paraíso La Reforma          | 2 163     |
| Laguna Chica (Pueblo Nuevo) | 1 947     |
| Ixtacapa el Chico           | 1 409     |

## Política
El municipio de Tezonapa fue creado en 1960, segregándolo del municipio de Zongolica

### Representación legislativa
Para la elección de diputados locales al Congreso de Veracruz y de diputados federales a la Cámara de Diputados federal, el municipio de Tezonapa se encuentra integrado en los siguientes distritos electorales:
Local:
- Distrito electoral local de 22 de Veracruz con cabecera en Zongolica.[4]

Federal:
- Distrito electoral federal 18 de Veracruz con cabecera en Zongolica.[5]